# دی‌فنیل اتر
دی‌فنیل اتر (به انگلیسی: Diphenyl ether) یک ترکیب شیمیایی است. شکل ظاهری این ترکیب، جامد یا مایع بی‌رنگ با بویی شبیه گل شمعدانی است.